# Мельницкий, Николай Николаевич
Николай Николаевич Мельницкий (1817—1890) — русский государственный и военно-судебный деятель, военный историк. Генерал-лейтенант (1876). Председатель  Главного военного суда Российской империи (1887—1889).

## Биография
В службу вступил в 1836 году с производством в прапорщики 2-й гренадёрской артиллерийской бригады. С 1849 года — адъютант, с 1857 года — старший адъютант, с 1861 года — дежурный штаб-офицер Штаба ГУВУЗ. С 1857 года член Особого комитета о преобразовании заведений военных кантонистов в училища военного ведомства. С 1864 года член общего присутствия ГУВУЗ. Им был составлен шеститомный «Сборник сведений о военно-учебных заведениях в России (Сухопутного ведомства)» (СПб., 1857—1860).
В 1866 году произведён в генерал-майоры. С 1868 года состоял по военно-судебному ведомству — член Военно-окружного суда Петербургского военного округа.
С 1869 года председатель Военно-окружного суда Московского военного округа.
В 1876 году произведён в генерал-лейтенанты. С 1877 году назначен постоянным членом а с 1887 год  председателем  Главного военного суда Российской империи.

## Награды
Награды
- Орден Святого Станислава 1-й степени (1869)
- Орден Святой Анны 1-й степени (1872)
- Орден Святого Владимира 2-й степени (1879)
- Орден Белого орла (1883)
- Орден Святого Александра Невского (ВП 30.08.1889)

## Семья
Дочь, Любовь Николаевна, умерла 8 октября 1911 года и была похоронена в Ялте на Ауткинском кладбище.